# Onosma viridis
Onosma viridis är en strävbladig växtart som först beskrevs av Borbás, och fick sitt nu gällande namn av Jáv. Onosma viridis ingår i släktet Onosma och familjen strävbladiga växter. Inga underarter finns listade i Catalogue of Life.